# Sougé (Loir-et-Cher)
Sougé – miejscowość i gmina we Francji, w Regionie Centralnym, w departamencie Loir-et-Cher.
Według danych na rok 2009 gminę zamieszkiwało 480 osób, a gęstość zaludnienia wynosiła 28 osób/km².